# 대니 커스
대니 커스(영어: Danny Kass)로 잘 알려진 대니얼 커스(영어: Daniel Kass, 1982년 9월 21일~)는 미국의 전직 스노보드 선수로 주 종목은 하프파이프이다. 그는 2002년 동계 올림픽과 2006년 동계 올림픽에서 남자 하프파이프 은메달을 획득했다.
현역 은퇴 후 스노보드 용품 전문 회사인 그레네이드 글로브스를 창립하여 운영하고 있다.